# 水芹烯
水芹烯（英語：Phellandrene）是几种分子式为C10H16的有机化合物的统称，包括α-水芹烯和β-水芹烯，都为环状萜烯，不溶于水，微溶于乙醚。